# Res Artis
Res Artis és una organització internacional que coordina unes 700 residències artístiques ubicades en 85 països. Fundada el 1993, gestiona una web i una xarxa de residències artístiques.
Creada el 1993 a Berlín, per un grup de persones, incloent Michael Haerdter i William Edward Smart Jr. (1933–2019). Res Artis promou la comprensió del rol que fan les residències artístiques en l'ecosistema cultural, tant amb artistes com amb mitjans de comunicació.